# WTA-toernooi van Nice
Het WTA-toernooi van Nice was een tennistoernooi voor vrouwen dat vijfmaal heeft plaatsgevonden (in 1971 op gravel, in 1977 en 1978 op een onbekende ondergrond, in 1988 op gravel en in 2001 op greenset-binnenbanen) in de Franse stad Nice. De officiële naam van het laatste toernooi was Terazura Open. De WTA organiseerde het toernooi, dat laatstelijk in de categorie "Tier II" viel.
Er werd door 32 (1988) respectievelijk 28 (2001) deelneemsters per jaar gestreden om de titel in het enkelspel, en door 16 paren om de dubbelspeltitel. Aan het kwalificatietoernooi voor het enkelspel namen 32 speelsters deel, met vier plaatsen in het hoofdtoernooi te vergeven.
Française Nathalie Tauziat stond in drie van de finales: in 2001 bij het dubbelspel, en in 1988 zowel bij het enkelspel als bij het dubbelspel.
Het Nederlands duo Betty Stöve en Trudy Walhof bereikte de dubbelspelfinale in 1971. Datzelfde jaar werd de enkelspelfinale gespeeld door landgenote Marijke Schaar.

## Officiële namen
| 1971       | Nice Tournament  |
| 1977, 1978 | Nice Tournament  |
| 1988       | Nice Ladies Open |
| 2001       | Terazura Open    |

## Finales

### Enkelspel
| datum†     | winnares         | tegenstandster     | score         |
| ---------- | ---------------- | ------------------ | ------------- |
| 1971-03-29 | Jill Cooper      | Marijke Schaar     | 6-1, 6-1      |
| 1977-03-28 | Regina Maršíková | Brigitte Simon     | 7-5, 6-1      |
| 1978-04-17 | Brigitte Simon   | Fiorella Bonicelli | 6-2, 4-6, 8-6 |
| 1988-07-11 | Sandra Cecchini  | Nathalie Tauziat   | 7-5, 6-4      |
| 2001-02-12 | Amélie Mauresmo  | Magdalena Maleeva  | 6-2, 6-0      |

† De datum komt overeen met de eerste toernooidag.

### Dubbelspel
| jaar | winnaressen                       | tegenstandsters                     | score         |
| ---- | --------------------------------- | ----------------------------------- | ------------- |
| 1971 | Lucia Bassi Lea Pericoli          | Betty Stöve Trudy Walhof            | walk-over     |
| 1978 | Fiorella Bonicelli Gail Lovera    | Helena Anliot Elvira Weisenberger   | 3-6, 6-3, 7-5 |
| 1988 | Catherine Suire Catherine Tanvier | Isabelle Demongeot Nathalie Tauziat | 6-4, 4-6, 6-2 |
| 2001 | Émilie Loit Anne-Gaëlle Sidot     | Kimberly Po Nathalie Tauziat        | 1-6, 6-2, 6-0 |